# V364 Возничего
V364 Возничего (лат. V364 Aurigae) — двойная затменная переменная звезда типа Алголя (EA) в созвездии Возничего на расстоянии приблизительно 2065 световых лет (около 633 парсеков) от Солнца. Видимая звёздная величина звезды — от +12,8m до +12,2m. Орбитальный период — около 0,699 суток (16,777 часов).

## Характеристики
Первый компонент — жёлтая звезда спектрального класса G. Радиус — около 2,28 солнечных, светимость — около 5,095 солнечных. Эффективная температура — около 5745 К.